# Лиепайский концентрационный лагерь
Лиепайский концентрационный лагерь — концентрационный лагерь тюремного типа, находившийся в Лиепае, Латвия. Существовал с мая 1934 года по март 1935 года. Был построен на территории бывшего военного порта имени Александра III (латыш. Karosta), к северу от Лиепаи. Был создан после переворота Карлиса Улманиса для заключения политических преступников и политически неблагонадёжных лиц.

## Заключённые
Практически все заключённые были арестованы 16 мая 1934 года после переворота. Большинство заключённых было помещено в лагерь без предъявления обвинения, лишь несколько человек обвинялось в совершении преступлений. Основную часть контингента заключённых составляла интеллигенция: врачи, юристы, члены городского совета Риги и офицеры латвийской армии.
Большинство заключённых (322 человека, или 87 %) состояли в Латвийской социал-демократической рабочей партии, которая была запрещена после ареста большинства её актива. В число заключённых входили Ансис Бушевиц, Клавс Лоренц, Отомар Ошкалн, Владимир Пигулевский, Рудолфс Дриллис (член Рижского городского совета), Карлис Эртнерс (мэр Сигулды), Эдуард Радзинь (мэр Валмиеры), Эрнест Бирзниек-Упит (глава городского совета Лиепаи). 26 политических заключённых принадлежали к Коммунистической партии Латвии, например член Лиепайского городского совета Карлис Мацкус, писатель Мейнардс Рудзитис. Также был арестован Мелетий Каллистратов — член городского совета Даугавпилса, создатель Русской трудовой крестьянской партии. Также в лагере находились и члены правых партий — Альберт Эрниньш, Альфредс Стейкс (мэр Яунелгавы, кавалер военного ордена Лачплесиса). Среди заключённых были также и военные: подполковник Робертс Лиелбиксис, капитан Екабс Домбровскис, капитан Эдгар Ратниекс, унтер-офицеры Паулс Карстайс и Янис Липиньш (оба служили в охране Сейма).
Никто из заключённых не провёл длительного времени в лагере. Первый заключённый был выпущен уже 22 июня, а к декабрю 1934 года количество заключённых сократилось с 400 до 70. В течение лета были освобождены 86 человек. Последние заключённые были выпущены в конце января 1935 года, после чего лагерь был упразднён.

## Инфраструктура
Лагерь состоял из семи зданий бывших царских казарм. Сначала заключённые размещались в пяти зданиях — № 3, 18, 19, 20, 21, но в ноябре 1934 года, в связи с уменьшением количества заключённых, ими были заполнены здания № 18 и № 19, а в здании № 21 разместилась канцелярия, подсобные и жилые помещения, проживали офицеры, два писаря и дежурный телефонист. В здании № 23 размещалось помещение дежурного, комнаты солдат и подсобные помещения.
В здании лагеря № 18 находилось шесть комнат заключённых (от 14 до 26 м²), ванная комната, кухня, и две уборные. Здание № 19 включало в себя 12 комнат (от 11 до 32 м²), кухню, ванную комнату и две уборные. Лагерь был опоясан забором из колючей проволоки длиной 3990 метров и имел шесть наблюдательных вышек.

## Внутренний режим

### Охрана
Созданный в ведении Министерства юстиции, изначально лагерь имел в реестре двух офицеров и 30 тюремных надзирателей. Но 23 мая 1934 года лагерь был передан в ведение армии, и к 8 июня был разработан новый реестр, по которому в лагере служили 15 охранников внешнего периметра, 38 охранников внутренней территории, 3 старших офицера и 9 солдат для замены. Первым комендантом лагеря стал Янис Стулпиньш, 1 августа его сменил Теодорс Рутулис. В конце мая комендант запросил дополнительных сотрудников. В июле их число составило 60, в сентябре — 48, в ноябре — 33, в декабре — 25. В начале работы лагеря имели место случаи издевательства над заключёнными, но, после строгого выговора коменданта, случаи публичного унижения заключённых прекратились.

### Режим дня
В 7:00 утра начиналась проверка, в 8:00 — завтрак, потом заключённым давалось свободное время для прогулок по двору и занятий личными делами; в 12:30 — обед, в 18:30 — ужин, в 21:00 — вечерняя проверка, в 22:00 — отход ко сну. Заключённые сами поддерживали чистоту своих комнат. Согласно приказам военного министра Яниса Балодиса, существовали ограничения на громкие разговоры и пение, при приближении к колючей проволоке на расстояние менее чем в два шага, охраннику разрешалось открывать огонь. В остальном ограничения были очень слабы: заключённым разрешалось иметь личные вещи и деньги, выписывать газеты, разрешалась самостоятельная покупка еды, предоставлялась возможность раз в неделю написать личное письмо, заключённые имели возможность встречи с родственниками раз в неделю, после получения специального разрешения. Заключённые могли быть освобождены на некоторое время, так Карлис Эртнерс был освобождён на пять дней из-за похорон отца, а Клавс Лоренцс — из-за похорон мачехи.